# Starship Operators
Starship operators (スターシップ・オペレーターズ, Sutāshippu operētāzu) est une série de light novels écrite par Ryo Mizuno et illustrée par Ryu Naito et Kimitoshi Yamane. Ils sont publiés par Dengeki Bunko depuis le 10 mars 2001.
Cette série de light novels a ensuite été adaptée en une série télévisée d'animation produite par le studio J.C.Staff et réalisée par Takashi Watanabe. Comptant au total treize épisodes, elle a été diffusée au Japon du 5 janvier 2005 au 30 mars 2005 sur la chaine TV Tōkyō.

## Résumé
L'histoire commence dans les années 2300 alors qu'un vaisseau spatial de combat, le Amateras, dont c'est le voyage inaugural, avec un équipage entier de cadets (supervisés par quelques militaires), rentre d'entrainement. Mais c'est à ce moment-là que leur planète Kibi est attaquée et se rend immédiatement.
Alors que les superviseurs quittent le vaisseau, les jeunes recrues décident de prendre le contrôle du navire et de continuer à combattre. Pour ce faire, ils profitent d'une subtilité juridique (après la défaite, du fait que le vaincu ne peut plus posséder d'armée, le vaisseau passe un court moment sous la propriété d'une sorte d'entreprise galactique le temps d'être racheté) pour racheter leur propre vaisseau... et pour réunir l'argent nécessaire, ils vendent les droits de diffusion de leur activité à Galaxy network (la télévision galactique) qui en fait de la téléréalité.

## Fiche technique
- Année : 2005
- Directeur : Takashi Watanabe
- Chara design : Fumio Matsumoto
- Mecha design : Kimitoshi Yamane
- Musique : Kenji Kawai
- Animation : J.C. Staff
- Produit par Geneon Entertainment
- Nombre d'épisodes : 13

## Bande originale
- Starship Operators Original Sound Track
- Starship Operators Character Song & Drama CD
- Radiance / Chi ni Kaeru -On the Earth ("StarShip Operators" intro & outro theme)